# Herbert Fittschen
Herbert Fittschen (* 24. November 1922 in Osterholz-Scharmbeck; † 24. September 2012 ebenda) war ein deutscher Lehrer und Konrektor sowie Heimatkundler, Referent und Autor. Er war ein vielbeachteter Zeitzeuge der 1930er- bis 1950er-Jahre sowie sachkundiger Berichterstatter über die ehemaligen Kleinbahnen in seiner Heimatregion im Elbe-Weser-Dreieck.

## Leben

### Kindheit, Ausbildung und Lehrerberuf
Herbert Fittschen stammte aus einer Lehrerfamilie und wurde auf dem elterlichen Bauernhof seiner Mutter im niedersächsischen Osterholz-Scharmbeck geboren – dem Hof Bredenberg der Familie Wellbrock, welcher am Bredenberg am westlichen Stadtrand der Kreisstadt im heutigen Naturschutzgebiet Reithbruch gelegen war. Das Feuchtgebiet mit Fischteichen, Wald und Orchideenwiesen war bereits Ende des 19. Jahrhunderts ein beliebter Ausflugsort für Naturfreunde, zu dem auch Schulklassen aus Bremen anreisten. Am Rande dieses „Naturparadieses“ bauten sich seine Eltern ein kleines Sommerhaus und Fittschen verbrachte dort sowie auf dem Hof seiner Großeltern einen Teil seiner Kindheit und Jugend sowie oft seine Schulferien. Die „einzigartigen Schönheiten der Landschaft am Bredenberg“ weckten seine Liebe zur Natur und zur norddeutschen Landschaft.

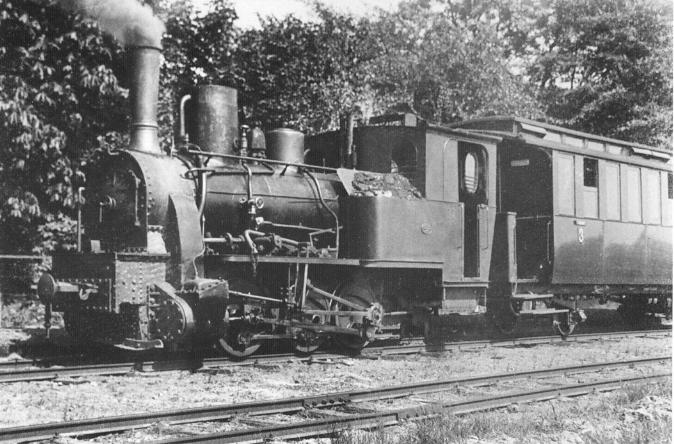
Dampfzug (um 1905) der Jan-Reiners-Bahn, die Herbert Fittschen von 1934 bis 1941 als „Fahrschüler“ für den Schulweg nutzte

Er wuchs zunächst in Embsen (heute eine Ortschaft in der Stadt Achim) auf und erlebte die Grundschulzeit bei seinem Vater. 1934 zog die Familie Fittschen nach Lilienthal. Fortan besuchte Herbert Fittschen die Oberschule in Bremen, wozu er als sogenannter „Fahrschüler“ mit den damals bestehenden öffentlichen Nahverkehrsmitteln zwischen dem Wohnort Lilienthal und Bremen hin und her pendelte. Teils fuhr er während der sieben Schuljahre mit Bus und Straßenbahn der früheren Bremer Vorortbahnen GmbH (BVG) gen Bremen, meistens jedoch mit der schmalspurigen Kleinbahn Bremen–Tarmstedt, bei der noch Dampfzüge verkehrten. Die vom Lilienthaler Ökonomierat Johann Reiners initiierte und später vom Volksmund nach diesem schlicht „Jan Reiners“ benannte Kleinbahn war von 1900 bis 1956 im Elbe-Weser-Dreieck eine „wichtige Verbindung im Personen- und Güterverkehr zwischen Bremen und dem Umland“ und sorgte für wirtschaftlichen Aufschwung in den unwegsamen Moorgebieten nördlich von Bremen. Später verarbeitete Fittschen seine Erinnerungen in einem Buch und schrieb darüber hinaus mehrere Sachbücher über die Kleinbahnen in der Region.
Während des Zweiten Weltkriegs absolvierte Fittschen 1941 sein Abitur und kam 1942 zur Luftwaffe als Bordfunker. Bei Kriegsende geriet er in britische Kriegsgefangenschaft, aus der er im Dezember 1945 zurückkehrte. Er studierte zunächst zwei Semester Theologie an der Georg-August-Universität in Göttingen und ging dann nach Hamburg zur Ausbildung als Volks- und Realschullehrer. Nach 15 Monaten im Hamburger Schuldienst kam er im April 1952 in die heimatliche Kreisstadt zurück.
Fittschen war in Osterholz-Scharmbeck zunächst ein Jahr lang als Lehrer an der Menckeschule tätig, ging dann für ein Unterrichtsjahr an die Neue Schule (heute Heinrich-Horstmann-Schule) und kehrte im April 1954 an die Menckeschule zurück, wo er vor allem Englisch und Religion unterrichtete. Nach Einführung des neunten Schuljahres spezialisierte Fittschen sich auf die Abschlussklassen. 1964 wurde er Konrektor an der Menckeschule und übte das Amt bis Anfang der 1980er-Jahre aus. Fittschen schloss seine berufliche Tätigkeit an der kleinen Landschule im Osterholz-Scharmbecker Ortsteil Buschhausen ab und ging 1985 in den Ruhestand.

### Heimatkundler, Referent und Autor

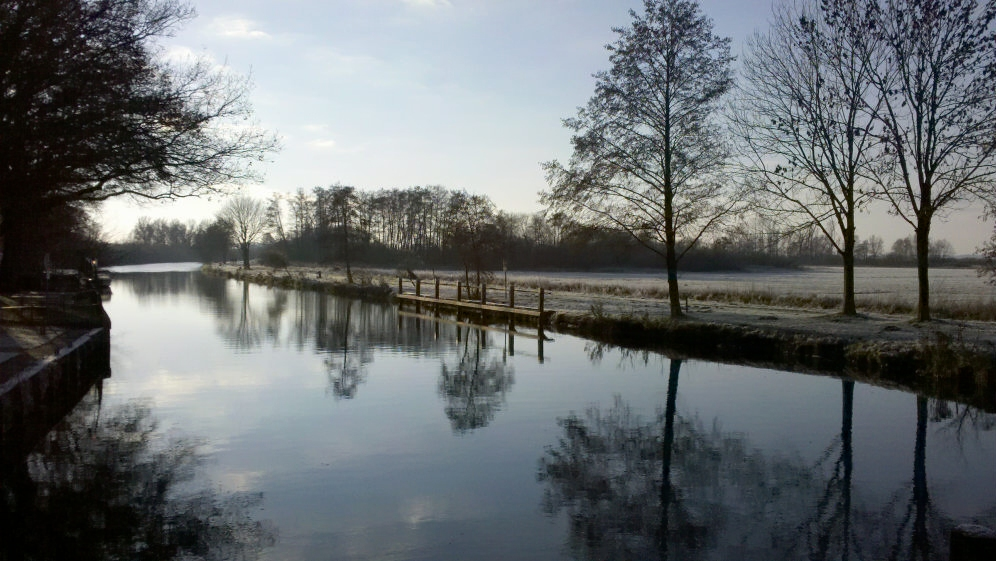
Die Flusslandschaft der Hamme gehörte zu Herbert Fittschens bevorzugten Themen

Neben dem Schuldienst beschäftigte Fittschen sich als Heimatkundler mit der regionalen Geschichte sowie als Hobbyfotograf mit der Landschaftsfotografie. So kam er 1956 zum Kreisheimatverein. Seit 1957 engagierte er sich im örtlichen Heimatverein Osterholz-Scharmbeck e. V., der sich der Erhaltung und Pflege von Heimat und Volkstum sowie von Landschaft und heimatlicher Mundart verschrieben hat und dessen „erfolgreiche Entwicklung [von Herbert Fittschen] maßgeblich geprägt“ wurde. Er war langjähriges Vorstandsmitglied des Heimatvereins. Seit 1961 hielt Fittschen im Ort und in der Region jahrzehntelang eine Vielzahl von heimatkundlichen Vorträgen, wie zum Beispiel über die norddeutsche Landschaft und insbesondere die Flusslandschaft der Hamme, über die „legendäre Kleinbahn Jan Reiners“ und über die Bahnstrecke Bremervörde–Osterholz-Scharmbeck, sowie über den Bredenberg.
Er legte eine Sammlung von rund 4.000 Dias an, die in zumeist selbst aufgenommenen Fotografien rund fünf Jahrzehnte Heimatgeschichte dokumentierten und die er bei seinen Lichtbildvorträgen teils mit historischen Aufnahmen kombinierte. Außerdem war Fittschen aktiv im Jan-Segelken-Kring, der 1977 vom Heimatverein gegründet wurde und der sich besonders der Förderung der plattdeutschen Sprache widmete. Fittschen hielt für den Kring zahlreiche Vorträge in plattdeutscher Sprache, bei denen er Interessantes aus der norddeutschen Landschaft und der Umgebung der Kreisstadt sowie der Geschichte der Region zu berichten wusste.
Nachdem Fittschen seinen Ruhestand angetreten hatte, schrieb er mehrere heimatkundliche Bücher sowie zahlreiche Artikel für die Regional- und Kulturzeitschrift Heimat-Rundblick, dessen Autorenkreis er jahrzehntelang angehörte. Zusammen mit dem Lilienthaler Hermann Frese verfasste er über die Kleinbahn „Jan Reiners“ das bis dahin erste grundlegende Sachbuch, in welchem Fahrzeuge, laufender Betrieb und Bahnanlagen bis ins eisenbahntechnische Detail beschrieben werden und das mit teils von Fittschen selbst erlebten Geschichten und Anekdoten angereichert ist. Das Buch erschien unter dem Titel Jan Reiners. Auf den Spuren einer liebenswerten Kleinbahn im Jahr 1985 im Fischerhuder Verlag Atelier im Bauernhaus, erfuhr danach zwei Neuauflagen und gilt inzwischen als Standardwerk über diese einstmals bedeutende Kleinbahnstrecke, nachdem es jahrzehntelang die einzige Publikation dazu blieb. An Ausstellungen über die Jan-Reiners-Bahn, wie zum Beispiel bei der 2000 vom Heimatverein Lilienthal in Lilienthal veranstalteten „Feier zum Jubiläum der 100. Wiederkehr der Betriebseröffnung“, beteiligte Fittschen sich als Zeitzeuge und sachkundiger Autor.
2001 schied der damals 78-Jährige aus Altersgründen aus der aktiven Mitarbeit im Heimatverein aus. Im gleichen Jahr unterstützte er dann noch die Gründung des in Grasberg ansässigen Vereins Jan Reiners, der „die Leistungen des Ökonomierates Johann Reiners und die Bedeutung der Eisenbahn würdigen und lebendig erhalten möchte“.

### Familie
Fittschen lernte seine Frau, die ebenfalls aus einer Lehrerfamilie stammte und eine pädagogische Ausbildung absolvierte, an der Osterholz-Scharmbecker Menckeschule kennen. Das Paar heiratete 1957, wurde in Osterholz-Scharmbeck ansässig und bekam zwei Kinder, von denen eins im Alter von 22 Jahren nach schwerer Krankheit starb. Mit einigen Unterbrechungen war seine Frau als Lehrerin an der Menckeschule tätig und teilte sich in den letzten Dienstjahren mit ihm die Lehrerstelle in der Landschule Buschhausen, bis sie zusammen mit ihm 1985 in den Ruhestand ging. Seine Frau unterstützte ihn bei seinen Aktivitäten im Heimatverein Osterholz-Scharmbeck, in welchem sie ebenfalls Mitglied wurde und sich engagierte, sowie bei seiner umfangreichen Vortragstätigkeit.
Herbert Fittschen starb 2012 im Alter von 89 Jahren.

## Veröffentlichungen (Auswahl)
- Buschhausen im Wandel der Zeiten. 1238–1988. Verlag H. Saade, Osterholz-Scharmbeck 1988 (zus. mit: Alfred Stuhrmann u. a.).
- Jan Reiners. Auf den Spuren einer liebenswerten Kleinbahn. Verlag Atelier im Bauernhaus, Fischerhude 1985, ISBN 3-88132-148-9;
unveränderte Neuauflagen, Fischerhude 1992 und 2001 (zus. mit: Hermann Frese).[7]
- Als ich noch Fahrschüler war. Erlebtes und Erträumtes aus frühen Jahren. Osterholz-Scharmbeck 1983.
- Erlebte Schule. Osterholz-Scharmbeck o. J.
- Bericht von Herbert Fittschen über eine Fahrt auf der Bahnstrecke Bremervörde–Osterholz-Scharmbeck der damaligen Kleinbahn Bremervörde–Osterholz von Osterholz-Scharmbeck nach Gnarrenburg. Lilienthal 1941 (unter dem Titel Schon 1941 Ende des Moorexpreß abgesehen. Bericht von einer Reise im Kriegswinter auszugsweise abgedruckt im Osterholzer Kreisblatt vom 7./8. Januar 1978, Titelseite*, und in der Wümme-Zeitung vom 7./8. Januar 1978, S. III*).